# Вежа: Ясний день
«Вежа: Ясний день» (пол. Wieża. Jasny dzień) — польський драматичний фільм 2017 року, знята режисером Яґодою Шельц за оригінальним сценарієм.
Тема фільму — зіткнення поглядів між традиціоналісткою Мулою та її сестрою Кай, які змагаються за право виховувати Ніну, біологічну доньку Кай. За свій режисерський дебют і сценарій Шельц отримала нагороди на Польському кінофестивалі та була удостоєна Паспорту «Політика». Рецензенти фільму неодноразово підкреслювали його відсилання до традиції польського романтизму та творчості таких європейських режисерів, як Ларс фон Трієр і Йорґос Лантімос.

## Сюжет
З нагоди першого Святого Причастя дівчинки, на ім'я Ніна, її батьки Мула і Міхал запрошують родину до свого будинку в Котліні Клодзькій. Незабаром до них приєднуються рідні брати й сестри Мули — сестра Кая і брат Анджей з дружиною Анною та дітьми. Виявляється, що Кая — біологічна мати Ніни, яка зникла на кілька років після народження дитини, а її дочку виховувала Мула, яка також піклується про хвору матір. Перевантажена роботою Мула ображається на сестру і водночас боїться, що її присутність може зруйнувати її стосунки з Ніною. Після приїзду гостей відбувається низка ірраціональних подій — мати сестер одужує, а Ніна відмовляється причащатися.